# Dicranomyia paniculata
Dicranomyia paniculata är en tvåvingeart som först beskrevs av George W. Byers 1981.  Dicranomyia paniculata ingår i släktet Dicranomyia och familjen småharkrankar. Inga underarter finns listade i Catalogue of Life.